# Scopula natalensis
Scopula natalensis là một loài bướm đêm trong họ Geometridae.